# Poeciloflata lurida
Poeciloflata lurida är en insektsart som först beskrevs av Melichar 1902.  Poeciloflata lurida ingår i släktet Poeciloflata och familjen Flatidae. Inga underarter finns listade i Catalogue of Life.